# Сушко, Валентин Васильевич
Валентин Васильевич Сушко́ (4 апреля 1932, Украина — 25 ноября 2020, Рослин, Нью-Йорк) — советский и российский авиационный инженер, государственный деятель, один из руководителей Госавианадзора СССР и Межгосударственного авиационного комитета.

## Биография

### Ранние годы
Валентин Сушко родился 4 апреля 1932 года в Украинской ССР. В 1955 году он окончил Киевский институт гражданского воздушного флота им. К. Е. Ворошилова.

### Работа в гражданской авиации
С 1956 года работал в Государственном научно-исследовательском институте гражданской авиации (ГосНИИ ГА) на инженерных и руководящих должностях. Сушко участвовал в лётных испытаниях около 25 типов самолётов в качестве ведущего инженера-испытателя. С 1968 по 1970 годы он руководил созданным при его участии отделом аэродинамики и динамики полета. Разрабатывал методики лётных испытаний. Участвовал в освоении и эксплуатационных испытаниях новых тогда самолётов Ту-144, Ту-154, Ил-86.
В начале 1970-х годов Сушко пригласили на работу в Министерство гражданской авиации СССР (МГА СССР). Там он работал начальником Главного научно-технического управления (1970-1975), руководил заказом авиационной техники для гражданской авиации (ГА) и новыми разработками в области авиационной техники. По воспоминаниям ветеранов ГА в тот период его заместителем в управлении работала Татьяна Анодина, с которой они вновь работали вместе уже в постсоветский период в Межгосударственном авиационном комитете (МАК).
В 1975 году Сушко перешёл на работу в ОКБ им. А. С. Яковлева, где работал заместителем главного конструктора вплоть до 1982 года. Там он руководил проектированием самолёта Як-42 по направлениям аэродинамики, динамики полёта, прочности. Участвовал в проекте истребителя Як-141, руководил его наземными и лётными испытаниями. Был уволен в связи с катастрофой Як-42 под Наровлей в 1982 году.
С 1983 по 1992 год работал в Государственной комиссии по надзору за безопасностью полётов воздушных судов при Правительстве СССР (Госавианадзор СССР). Был первым заместителем начальника Государственного авиационного регистра СССР. Руководил обязательной сертификацией гражданской авиационной техники советского производства.
После распада СССР и создания МАК СНГ Сушко с 1992 по 1998 годы работал председателем Авиационного регистра — заместитель председателя МАК. Под его руководством была проведена гармонизации отечественных норм лётной годности с принятыми за рубежом, а также сертификация большого числа американских и европейских самолётов и вертолётов для их закупок и эксплуатации авиакомпаниями государств СНГ. В период с 1991 по 1997 годы по поручению Правительства РФ Сушко возглавлял мероприятия по подготовке российско-американского двустороннего соглашения о безопасности полётов в гражданской авиации.

### Преподавательская работа и общественная деятельность
- В 1986 году Сушко возглавлял Комитет ВЛКСМ Московского авиационного института, а в период с 1994 по 1999 годы он заведовал в этом институте кафедрой сертификации авиационной техники и преподавал в должности профессора[7]
- С 1994 по 1997 годы он был советником в Правительстве Москвы[5]
- Работал в составе Комитета ИКАО по лётной годности (1972–1992)[5]
- Был членом Королевского авиационного общества Великобритании (с 1993 года)[5]

### Спортивные достижения

Молодой Валентин Сушко в кабине планёра

Сушко серьёзно занимался планеризмом и увлекался парашютным спортом. Он был мастером спорта СССР по планеризму, выполнил 35 прыжков с парашютом.

### Переезд в США
В конце 1990-х годов (видимо в 1999 году) Сушко переехал жить в США. Вёл предпринимательскую деятельность. 

### Смерть
Валентин Васильевич Сушко скончался 25 ноября 2020 года в США, в результате заболевания COVID-19.

## Награды и звания
- Орден Дружбы народов[4]
- Орден «Знак Почёта»[4]
- Ленинская премия (1972)[5][4]
- Отличник «Аэрофлота»[5]
- Мастер спорта СССР по планёрному спорту[5]
- Награда FAA США «За выдающиеся заслуги»[10][5]